# Patricia Madl
Patricia Madl (* 14. Februar 1999) ist eine österreichische Leichtathletin, die sich auf den Speerwurf spezialisiert hat.

## Sportliche Laufbahn
Erste internationale Erfahrungen sammelte Patricia Madl beim Europäischen Olympischen Jugendfestival (EYOF) 2015 in Tiflis, bei dem sie mit einer Weite von 45,79 m den neunten Platz mit dem leichteren 500-g-Speer belegte. Im Jahr darauf schied sie dann bei den erstmals ausgetragenen Jugendeuropameisterschaften ebendort mit 46,39 m in der Qualifikationsrunde aus und auch bei den U20-Europameisterschaften 2017 in Grosseto verpasste sie mit 43,15 m den Finaleinzug. 2019 schied sie bei den U23-Europameisterschaften in Gävle mit 47,98 m in der Vorrunde aus und 2021 gelangte sie bei den U23-Europameisterschaften in Tallinn mit 53,32 m auf den sechsten Platz. Weiters konnte sie sich bei den U23-Staatsmeisterschaften eine Wurfweite von 55,59 m erzielen, was ein neuer persönlicher Rekord ist und somit auch oberösterreichischer Rekord im Speerwurf bedeutet. Im Jahr darauf belegte sie bei den Balkan-Meisterschaften in Craiova mit 51,38 m den fünften Platz.
In den Jahren 2018 und 2020 wurde Madl österreichische Meisterin im Speerwurf.